# Simon Doncker House

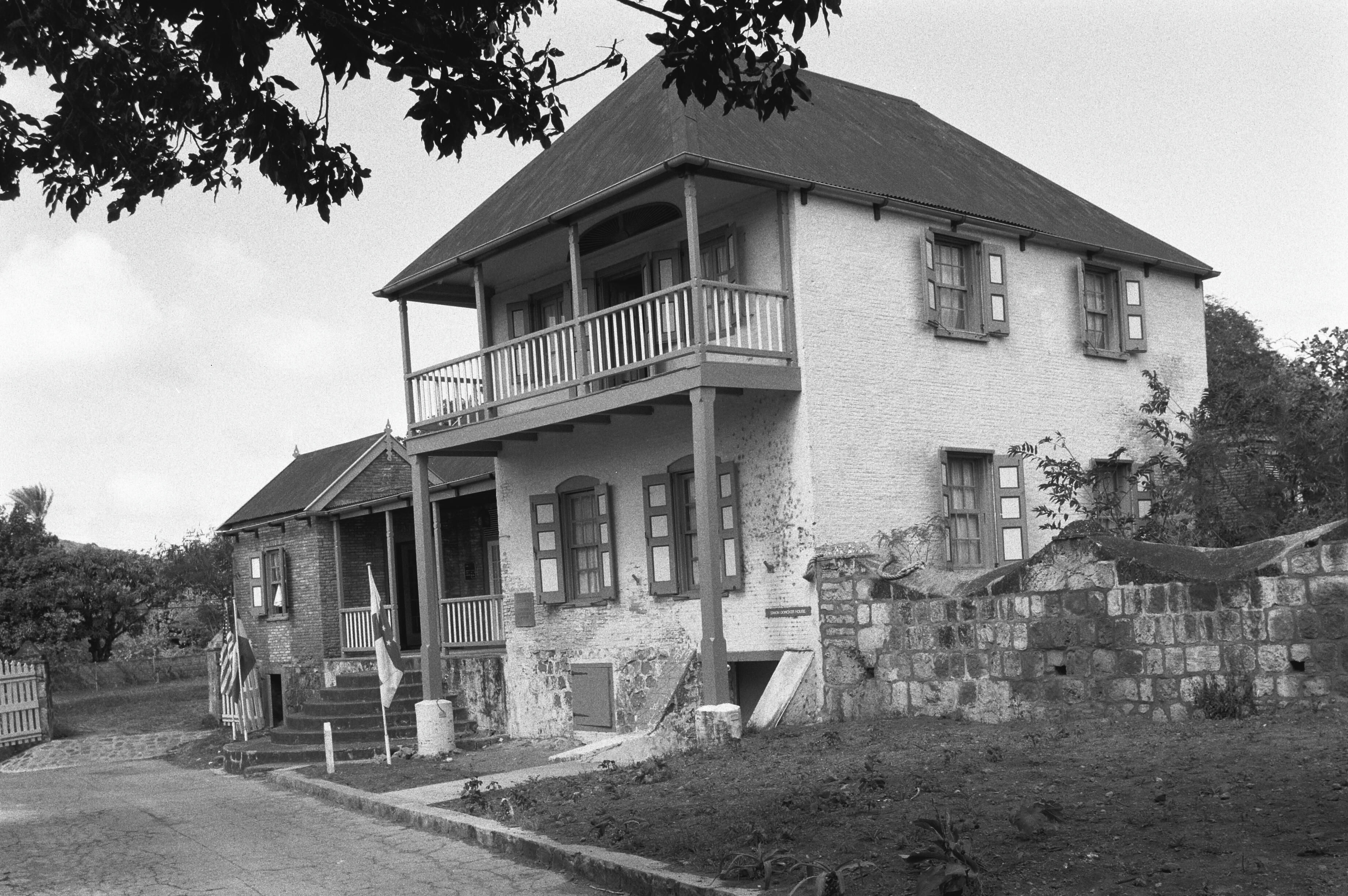
Simon Doncker House in 1989.

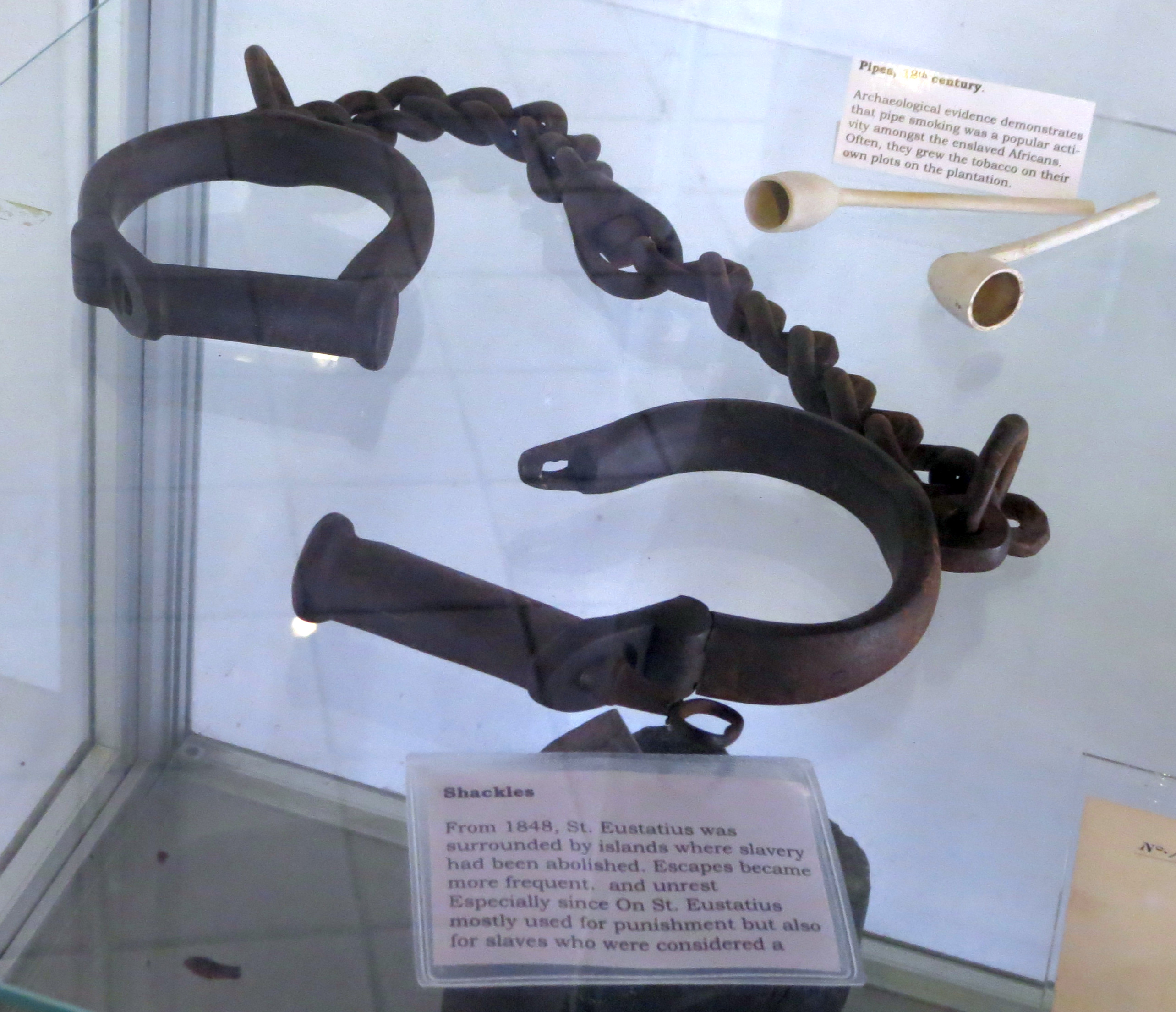
Detail van de tentoonstelling over de slavernij in het Museum van de St. Eustatius Historical Foundaiton, gevestigd in het Simon Doncker House.

In het Simon Doncker House op het Nederlands Caribische eiland Sint Eustatius (Caribisch Nederland) is het historische museum van het eiland gevestigd. De geschiedenis van het 18de-eeuwse pand gaat terug op de woning van de plantage met oorspronkelijk de naam 'Donckers Nieuwe Tempel'. Op de oudst bekende gedetailleerde kaart van het eiland (een manuscript uit 1740) komt het als zodanig voor. Het was toen eigendom van Simon Simonsz. Doncker. Het hoofdgedeelte van het pand is een huis van twee verdiepingen geheel opgetrokken uit ijsselsteentjes die destijds als ballast op de schepen van de West Indische Compagnie naar het eiland werden gebracht. In de late 19de en vroeg 20ste eeuw kreeg het van de toenmalige eigenaar, Theophilus G. Groebe (telg uit een oude inheemse familie en destijds gezaghebber van Sint Eustatius), de naam 'Mijn Vermaak.'
Het museum en de gronden waar het op staat, zijn eigendom van de St. Eustatius Historical Foundation, die het museum beheert. Het museum geeft een overzicht van de geschiedenis van Sint Eustatius vanaf de precolumbiaanse tijd tot rond 1900. Een speciale tentoonstelling werd ingericht ter gelegenheid van 150 jaar afschaffing slavernij in 2013. Deze tentoonstelling werd geopend door koning Willem-Alexander.